# Ertenvåg
Ertenvåg est une localité du comté de Nordland, en Norvège.

## Géographie
Administrativement, Ertenvåg fait partie de la kommune de Gildeskål.